# اسکال اند بونز (بازی ویدئویی)
اِسکال اَند بونز (به انگلیسی: Skull & Bones) یک بازی ویدئویی  در سبک اکشن-ماجراجویی است که توسط یوبی‌سافت سنگاپور توسعه یافته، و به‌وسیلهٔ یوبی‌سافت پس از یک سری تاخیرات در ۱۶ فوریه ۲۰۲۴، برای مایکروسافت ویندوز، پلی‌استیشن ۵، ایکس‌باکس سری اکس/اس، و آمازون لونا منتشر شد. این بازی برای اولین بار در طی کنفرانس مطبوعاتی یوبی‌سافت در نمایشگاه رسانه و تجارت ای۳ سال ۲۰۱۷ به عنوان مالکیت فکری جدید این شرکت رونمایی شد. اِسکال اَند بونز حول محور دزدان دریایی و جنگ دریایی است.

## روند بازی

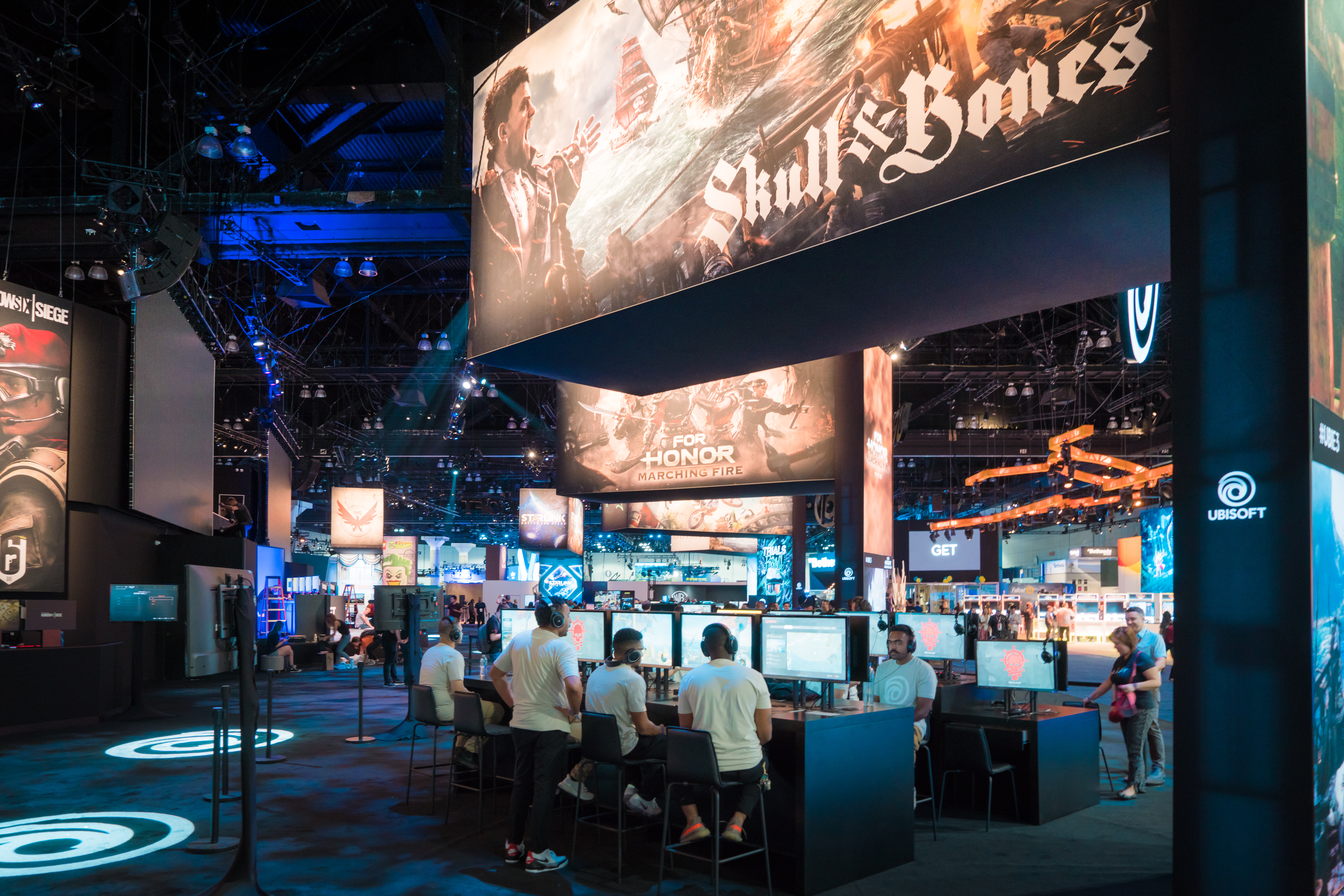
نمایشگاه ای۳ ۲۰۱۷ و غرفه‌های یوبی‌سافت

اسکال اند بونز یک بازی در سبک اکشن تاکتیکی است، که از نگاه و زاویه دید سوم شخص در یک محیط جهان باز دنبال می‌شود. بازیکن کنترل یک کاپیتان قابل شخصی‌سازی را بر عهده خواهد گرفت، و قابلیت کشتیرانی در اقیانوس هند را دارا می‌باشد، یا می‌تواند با بالای پنج بازیکن در کمپین بازی متحد یا درگیر شود و موقعیت وزش باد گاهی می‌تواند در هنگام نبرد به کمک بازیکن بیاید.
بازیکنان ممکن است کشتی‌های اضافی را در طول بازی جمع‌آوری کنند و در طی بازی بازیکن قادر است از سلاح‌هایی مانند توپ چنگی، راکت و خمپاره‌انداز استفاده کند. مهم‌ترین نکته در بخش چندنفره بازی غارت کردن کشتی‌های دیگر است و نبردهای متعددی بین بازیکنان برای تصاحب گنج و ثروت وجود خواهد داشت. هر یک از مناطق دیدبانی کشتی به عنوان یک نقطهٔ دیدبانی قابل استفاده خواهد بود، و قابلیت استفاده از Spyglasses وجود خواهد داشت. ویژگی خریدهای درون برنامه‌ای نیز وجود خواهد داشت.

## توسعه
اِسکال اَند بونز اولین بازی است که توسط یوبی‌سافت سنگاپور توسعه داده می‌شود، که الهام بخش جنگ‌های دریایی اساسینز کرید ۴: پرچم سیاه بود. همچنین این استودیو به بازیکنان اجازه می‌دهد تا با استفاده از برنامهٔ ارتباطی کد کیپر (Code Keeper) در ساخت و پیشنهادها برای بازی این استودیو را یاری کنند.

## انتشار
این بازی در کنفرانس مطبوعاتی نمایشگاه رسانه و تجارت ای۳ ۲۰۱۷ معرفی شد، و قرار بود برای مایکروسافت ویندوز، پلی‌استیشن ۴ و ایکس‌باکس وان منتشر شود، همچنین بازی با قابلیت بهبود یافته برای کنسول‌های پلی‌استیشن ۴ پرو و ایکس‌باکس وان اکس در دسترس قرار خواهد گرفت. این بازی قرار بود در نیمهٔ دوم سال ۲۰۱۸ منتشر شود، اما تاریخ عرضه بازی به سال ۲۰۲۴ تأخیر خورد. در ژوئیه ۲۰۲۲، یوبی‌سافت اعلام کرد بازی برای مایکروسافت ویندوز و کنسول‌های نسل نهم شامل پلی‌استیشن ۵ و ایکس‌باکس سری اکس/اس (جایگزین پلی‌استیشن ۴ و ایکس‌باکس وان) در دسترس قرار می‌گیرد.

### جوایز
این بازی پس از معرفی در ای۳ ۲۰۱۷ در گیم کریتیک اوارد تواسنت نامزد بهترین بازی اوریجینال و بهترین بازی چندنفره آنلاین شود.